# ダービン島
ダービン島(Derbin Island)はアメリカアラスカ州アリューシャン列島フォックス諸島クレニッツァン諸島を構成する一つの島である。 ティガルダ島の南西部にある。長さ840メートル (0.52 mi)、幅204メートル (0.127 mi)。

## 歴史
1935年にアメリカ沿岸測地測量局 により、アヴァタナク島とティガルダ島の間のダービン海峡に近いことからダービン島と、命名された。ダービン海峡はイヴァン・ベニアミノフにより発表されたロシア名"Derbenskoy,"に由来する。